# Free to Decide
Free to Decide is een nummer van de Ierse alternatieve rockband The Cranberries uit 1996. Het is de tweede single van hun derde studioalbum To the Faithful Departed.
Volgens de bandleden is "Free to Decide" een opgeheven middelvinger naar de media, die negatief over de band bericht en hen privé ook lastigvalt. Het nummer werd in diverse landen een (bescheiden) hit. Zo bereikte het de 28e positie in Ierland, het thuisland van The Cranberries. In het Nederlandse taalgebied deed de plaat echter niets in de hitlijsten.

## Tracklijst
- Cd-single

1. "Free to Decide"
2. "Cordell"
3. "The Picture I View"